# کلیسای سنت نیکولاس (خنت)

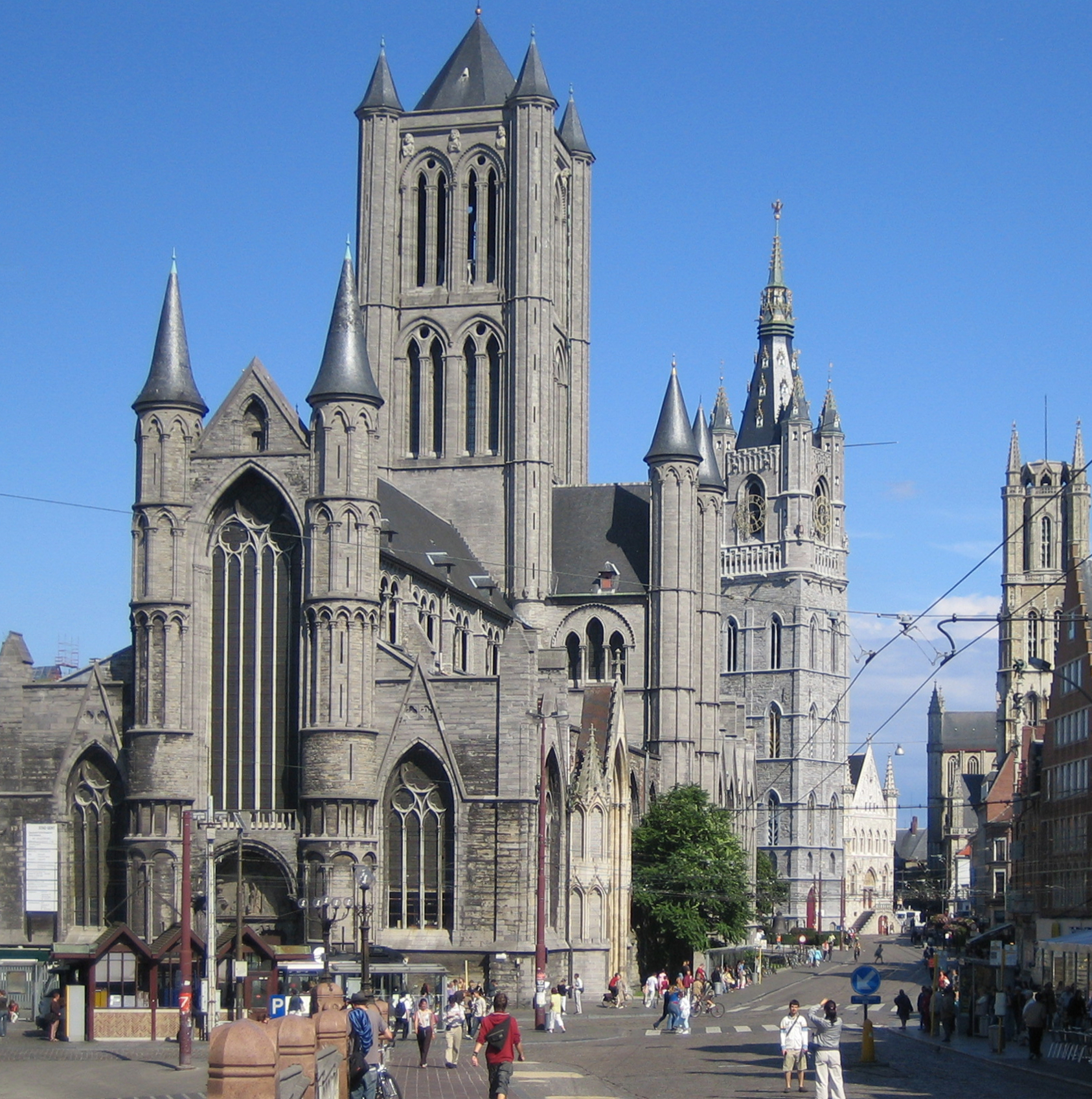
کلیسای سنت نیکولاس

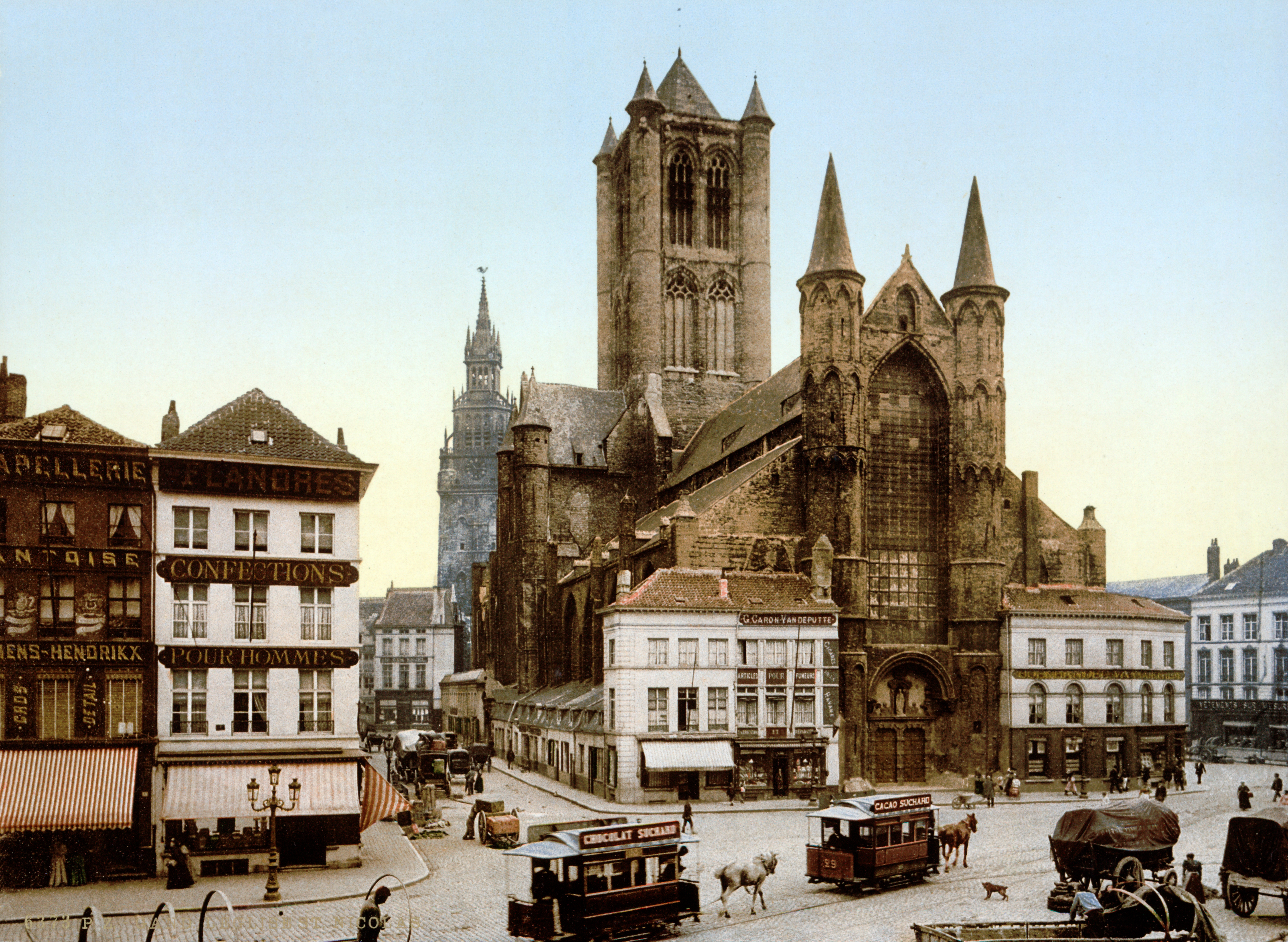
کلیسای سنت نیکولاس در میانه سال‌های ۱۸۹۰-۱۹۰۰

کلیسای سنت نیکولاس (هلندی: Sint-Niklaaskerk) یکی از قدیمی‌ترین ساختمان‌های شهر خنت در بلژیک است و ساخت آن در حدود سال‌های ۱۲۰۰ میلادی ساخته شده است.برج این کلیسا یکی از سه برج بلند شهر است و تا پیش از ساخت برج ناقوس خنت، ناقوس شهر در این برج بود.

## نگارخانه

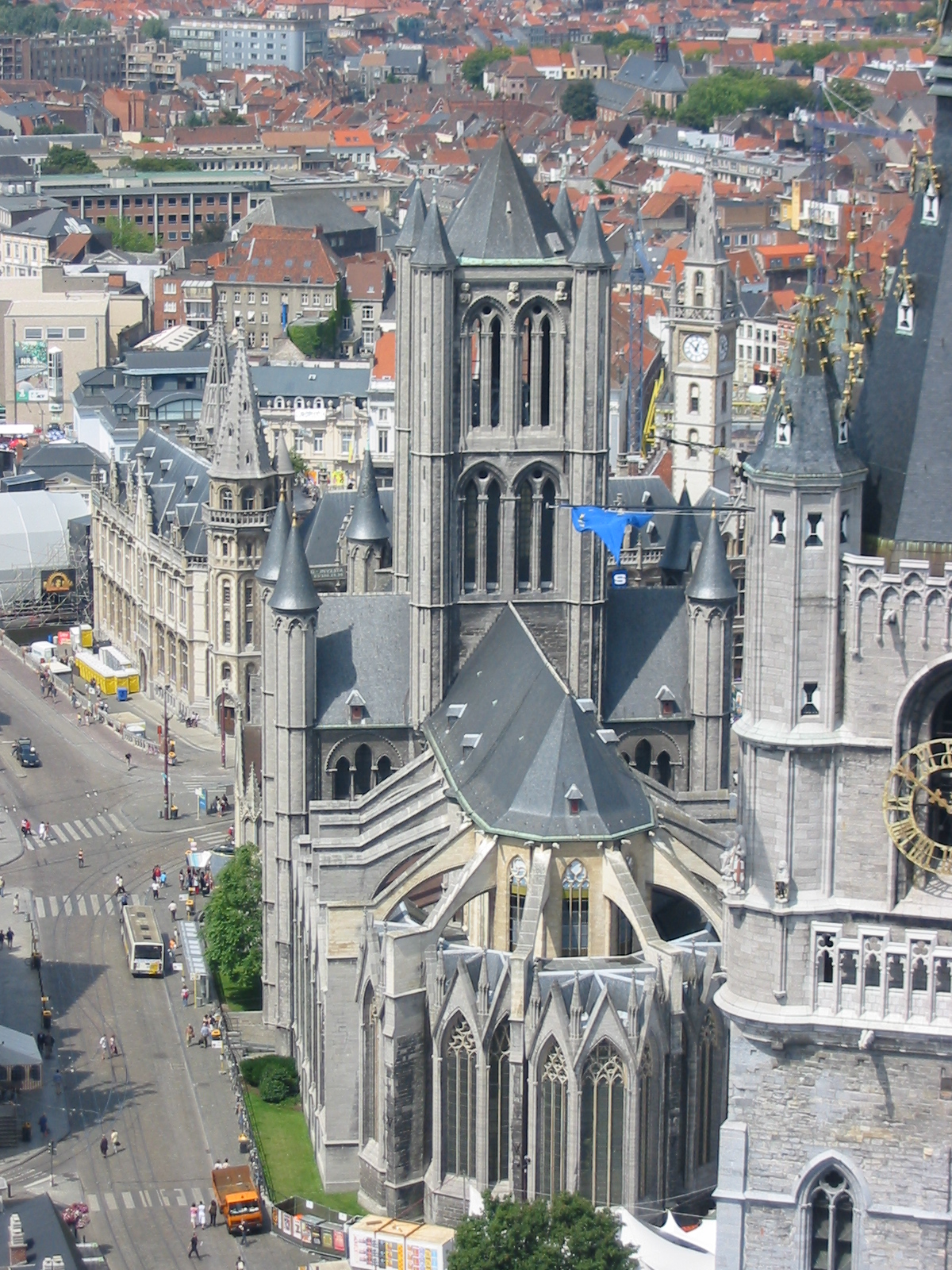
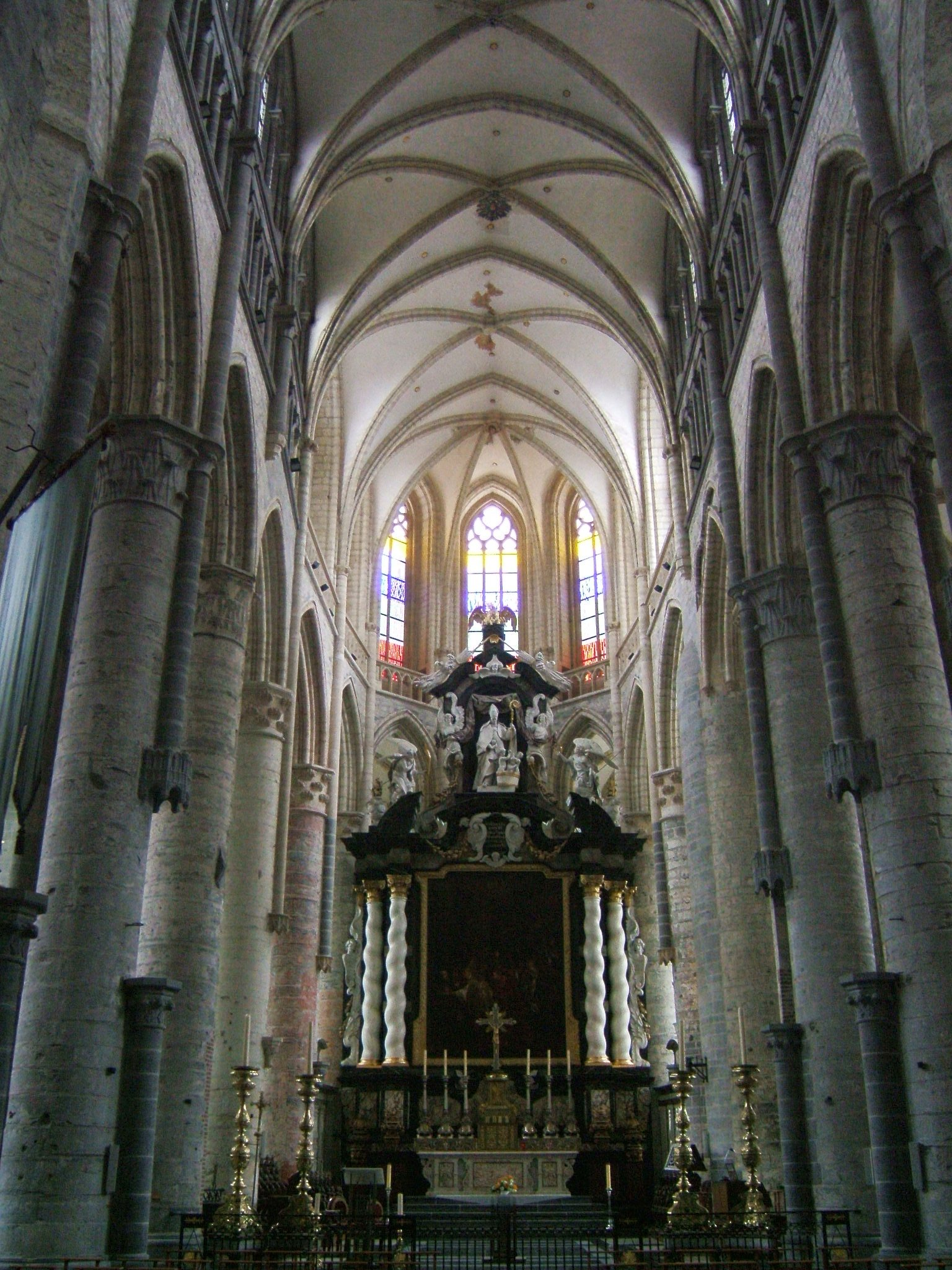
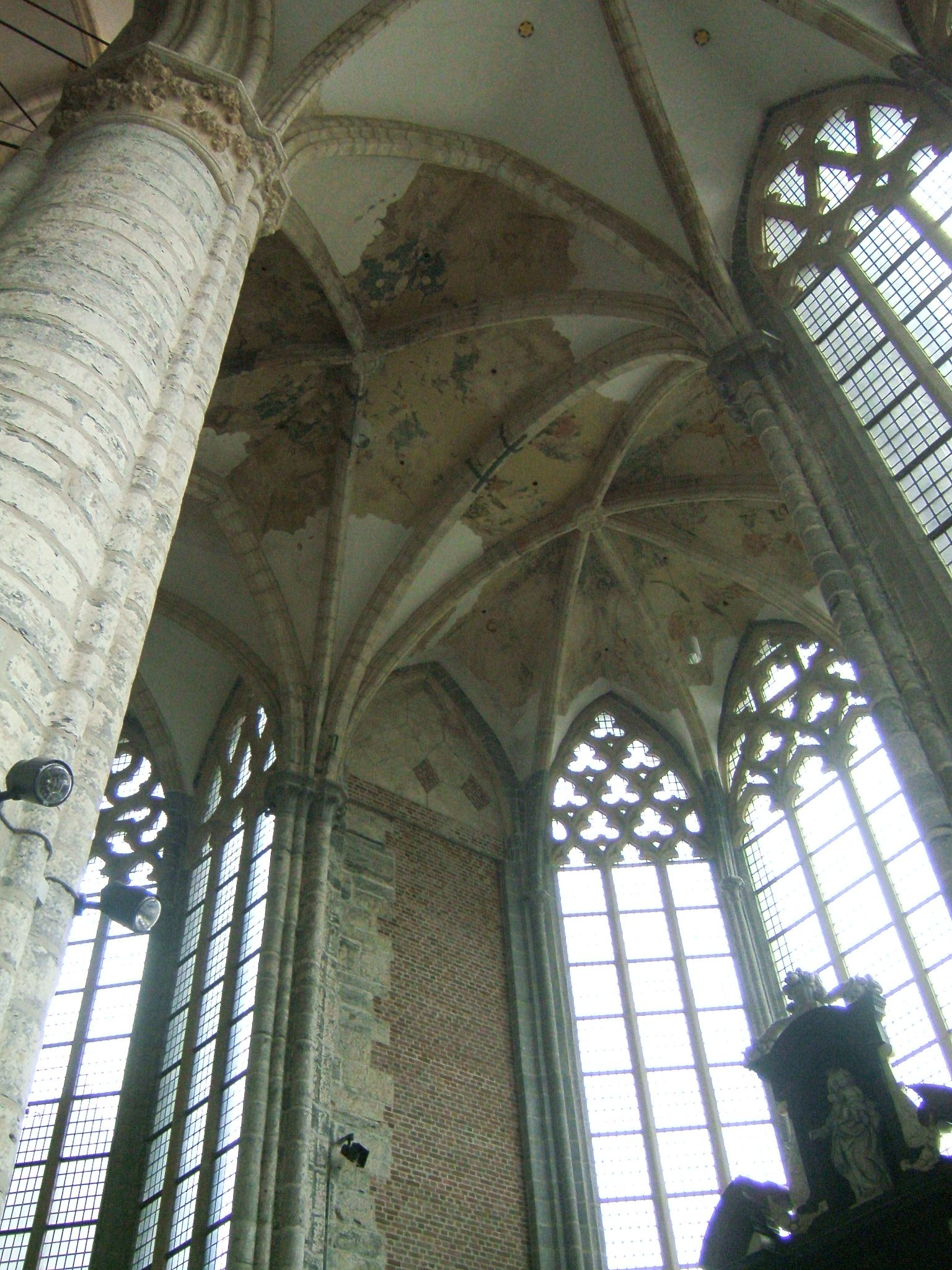
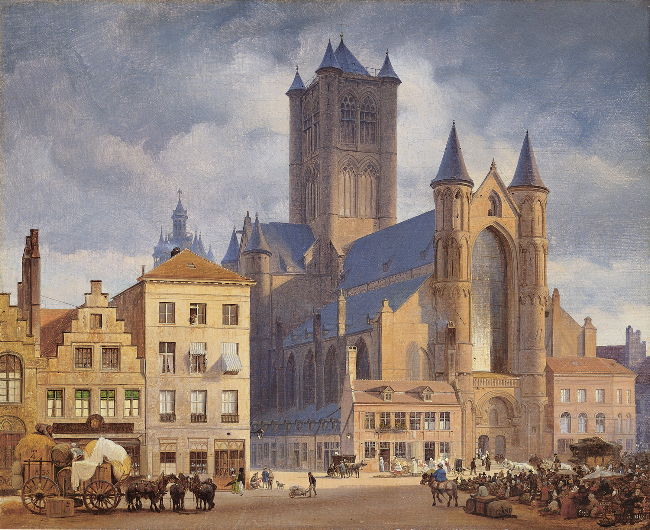
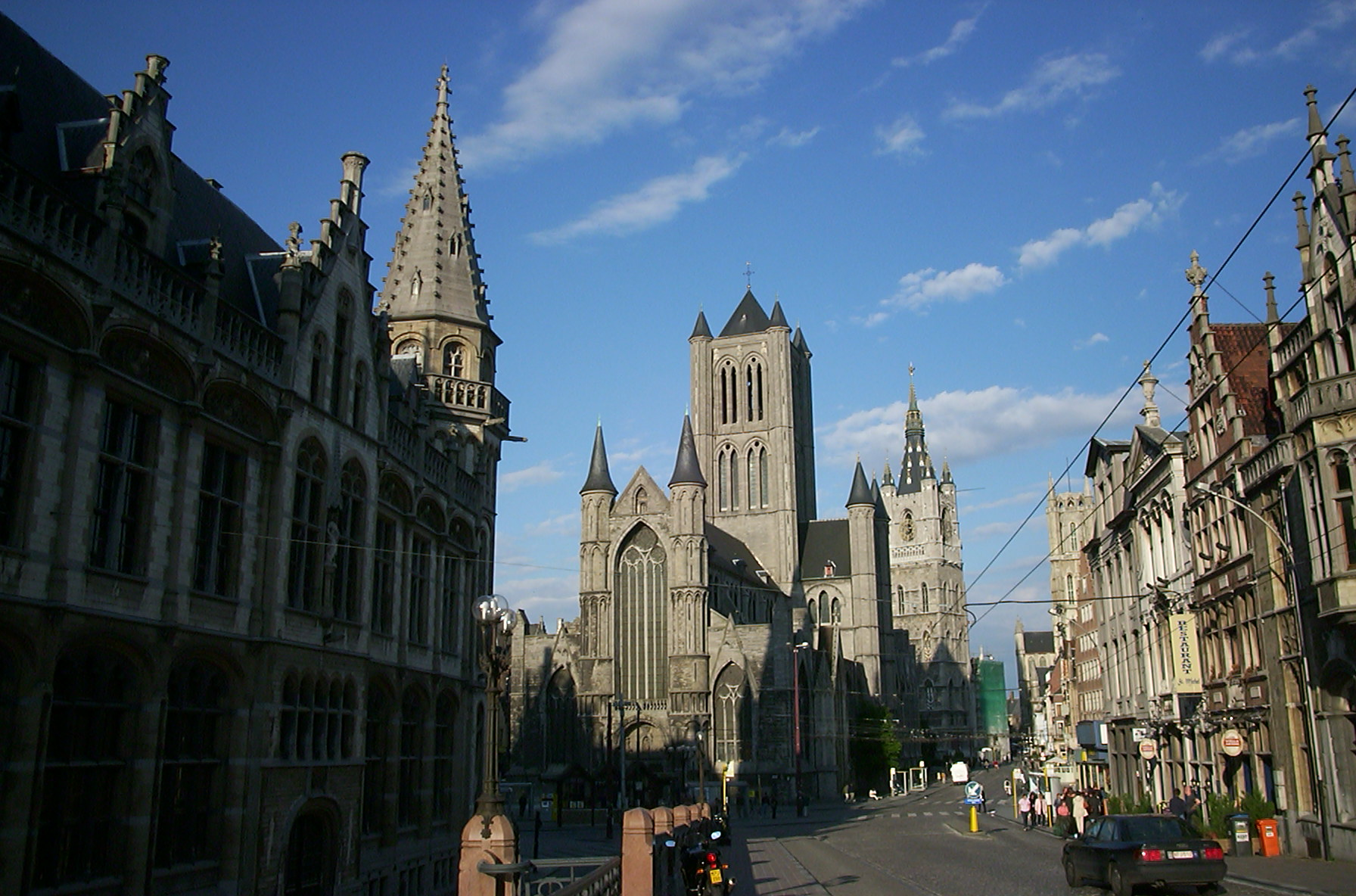
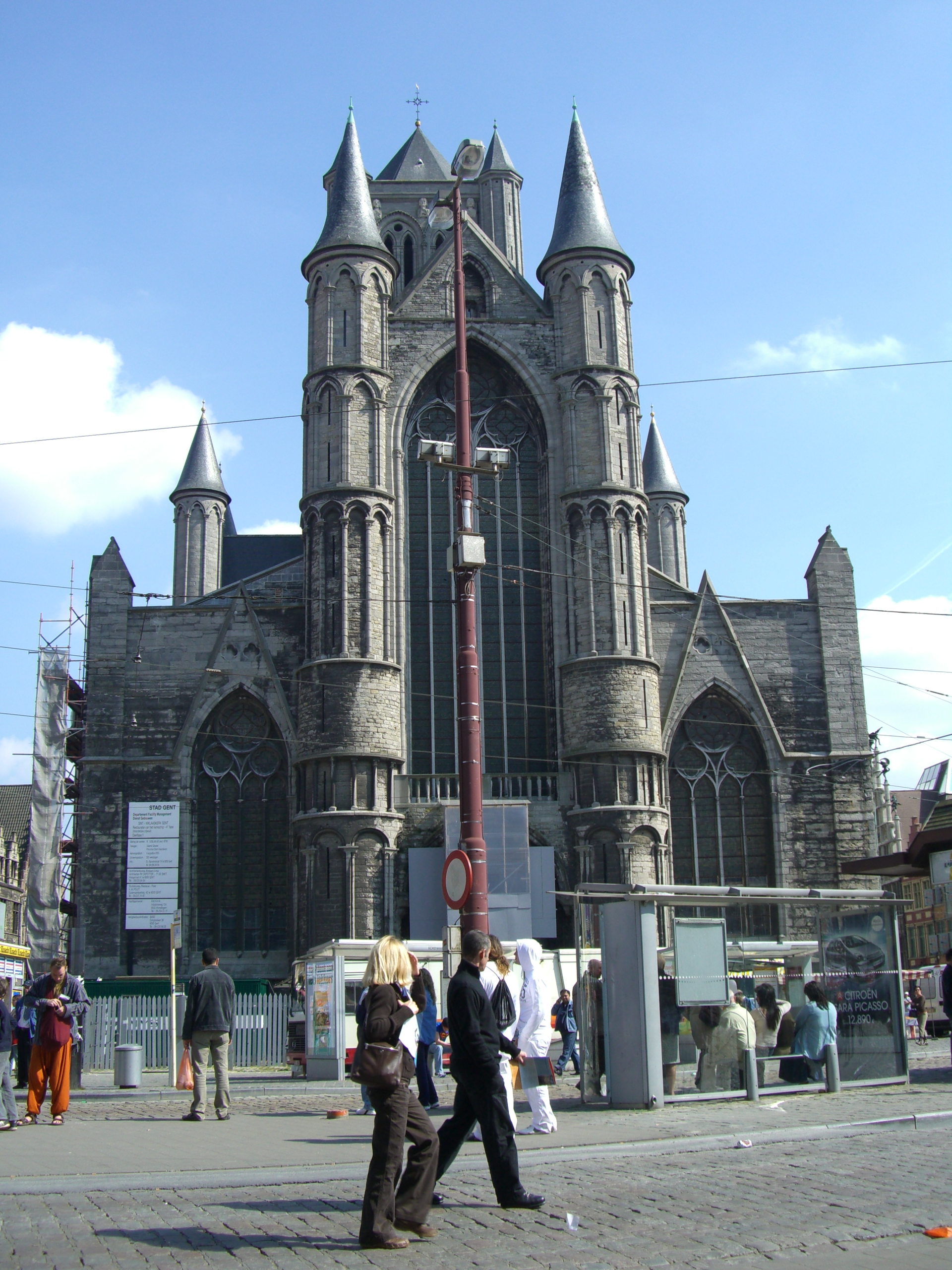